# Bericht der Römisch-Germanischen Kommission
Das Jahrbuch Bericht der Römisch-Germanischen Kommission (BerRGK) ist das Organ der Römisch-Germanischen Kommission des Deutschen Archäologischen Instituts.
Die Berichte der Römisch-Germanischen Kommission wurden 1904 als Bericht über die Fortschritte der römisch-germanischen Forschung [im Jahr ....] begründet. Mit der vierten Ausgabe wechselte man zum heutigen Titel und vom Frankfurter/M. Verlag Baer zum Mainzer Verlag Philipp von Zabern. Im Jahrbuch werden neben den Berichten von den Ausgrabungen und anderen Projekten der Kommission auch der Jahresbericht der Kommission gegeben sowie der Vortrag zur Jahressitzung abgedruckt. Thematisch geht es in den Artikeln vor allem um die Ur- und Frühgeschichte Alteuropas von den Steinzeiten bis zum Mittelalter. Allgemeine Studien abseits der Tätigkeitsberichte gibt es im Allgemeinen nicht.
Die Artikel werden häufig mit Fototafeln in Schwarz-Weiß und Farbe ergänzt. Nicht selten liegen dem Jahrbuch auch detaillierte, großformatige Karten bei.